# Patriotas Boyacá
Patriotas Boyacá, auch bekannt unter seinem früheren Namen Patriotas FC, ist ein 2003 gegründeter kolumbianischer Fußballverein aus Tunja.

## Geschichte
Patriotas spielte die ersten Jahre seines Bestehens in der kolumbianischen zweiten Liga. 2011 wurde er Vizemeister der zweiten Liga und erreichte über die Relegation gegen den Vorletzten der ersten Liga, América de Cali, den Aufstieg in die erste Liga. Dort spielte der Verein bislang erfolgreich gegen den Abstieg. In der Rückserie 2014 kämpfte Patriotas bis zum letzten Spieltag um das Erreichen der Finalrunde, verpasste diese am Ende aber um einen Punkt. Außerdem konnte der Verein im Pokalwettbewerb bis in das Halbfinale vorstoßen, in dem er aber an Deportes Tolima scheiterte.
In der Saison 2015 verpasste Patriotas in beiden Halbserien den Einzug in die Finalrunde nur knapp. Insbesondere in der Rückserie war nur das schlechtere Torverhältnis gegenüber Santa Fe ausschlaggebend. In der Hinserie der Spielzeit 2016 verpasste Patriotas als Neunter erneut knapp den Einzug in die Finalrunde. In der Rückserie hatte der Verein mehr Erfolg und erreichte das Viertelfinale, wo der Verein erst im Elfmeterschießen gegen Deportes Tolima ausschied. Am Ende qualifizierte sich Patriotas für die Copa Sudamericana 2017 und damit erstmals für einen internationalen Wettbewerb. Nach dem Weggang vom Trainer Harold Rivera zu Atlético Bucaramanga wurde als neuer Trainer Diego Andrés Corredor für die Spielzeit 2017 verpflichtet.
Bei der ersten Teilnahme an der Copa Sudamericana 2017 konnte sich Patriotas in der ersten Runde im Elfmeterschießen gegen den chilenischen Verein Everton de Viña del Mar durchsetzen, scheiterte dann aber in der zweiten Runde am brasilianischen Verein Corinthians São Paulo.
In der Liga verpasste Patriotas in der Spielzeit 2017 sowohl in der Hinserie als auch in der Rückserie den Einzug in die Finalrunde als Elfter bzw. 16. relativ deutlich. 
In der Apertura 2018 konnte Patriotas die Ligaphase auf dem siebten Platz abschließen und in die Finalrunde einziehen. Dort schied der Verein gegen Atlético Huila im Elfmeterschießen aus. Die Rückserie schloss der Verein auf dem 15. Platz ab. Die Apertura 2019 beendete Patriotas auf dem 12. Platz.

## Stadion

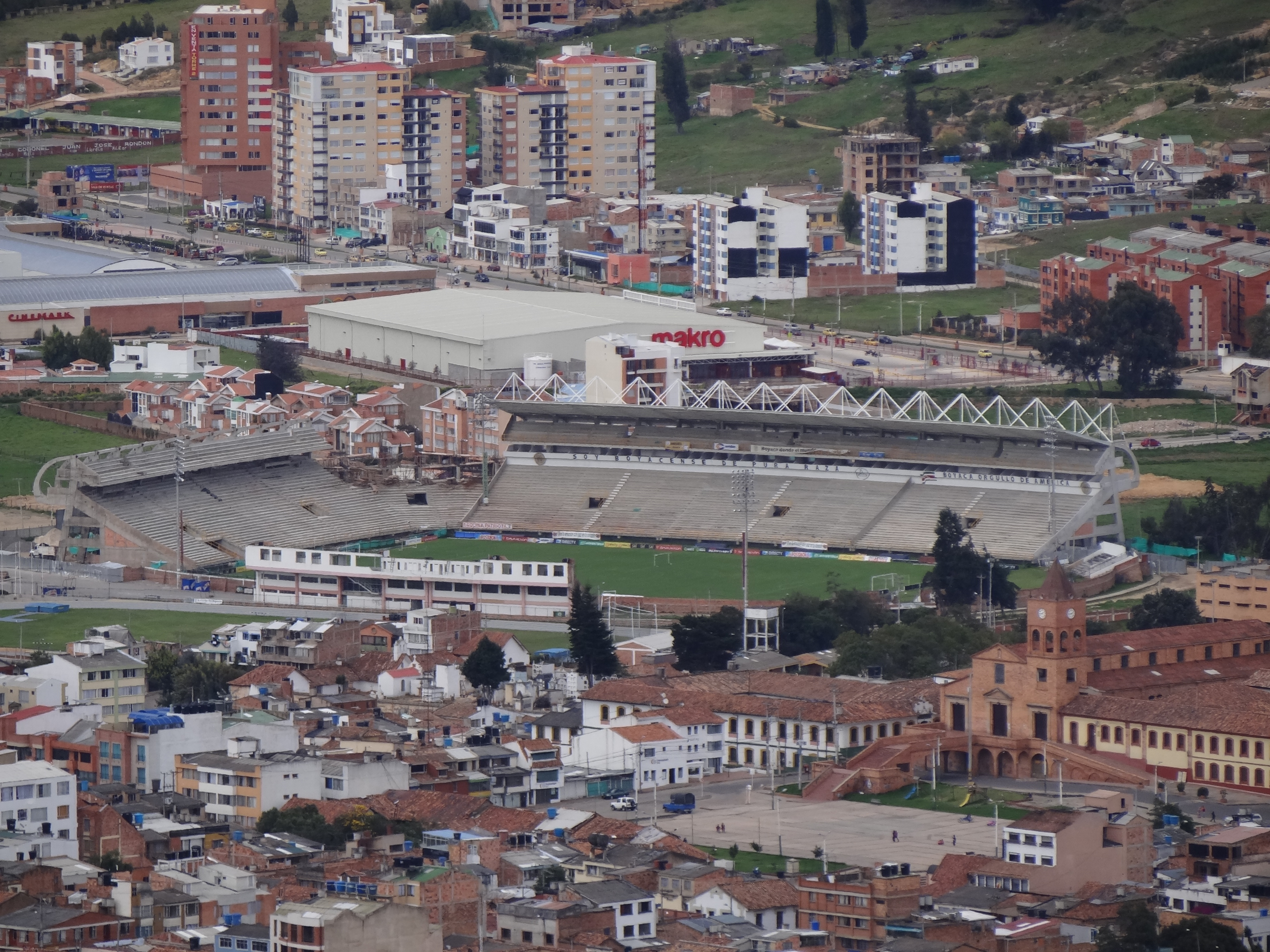
Estadio La Independencia

Patriotas Boyacá absolviert seine Heimspiele im Estadio La Independencia. Das Stadion wurde 2000 und 2009 vollständig umgebaut und hat eine Kapazität von etwa 25.000 Plätzen.

## Sportlicher Verlauf

### Erfolge
- Vizemeister Categoría Primera B und Aufstieg: 2011
- Teilnahme an der Copa Sudamericana: 1×

2017: 2. Runde

### Saisondaten seit 2003
| Spielzeit | Liga                 | Ligaebene | Platz       | Finalrunde               |
| --------- | -------------------- | --------- | ----------- | ------------------------ |
| 2003      | Copa Premier         | II        | 3.          | 2. Gruppe A              |
| 2004      | Copa Premier         | II        | 7.          | 4. Gruppe A              |
| 2005      | Copa Premier         | II        | 2.          | 2. Gruppe B              |
| 2006-I    | Copa Premier         | II        | 4. Gruppe B | -                        |
| 2006-II   | Copa Premier         | II        | 5. Gruppe B | -                        |
| 2007-I    | Copa Premier         | II        | 3. Gruppe B | 3. Gruppe B              |
| 2007-II   | Copa Premier         | II        | 3. Gruppe B | 4. Gruppe B              |
| 2008-I    | Copa Premier         | II        | 5. Gruppe B | -                        |
| 2008-II   | Copa Premier         | II        | 4. Gruppe B | 3. Gruppe A              |
| 2009-I    | Copa Premier         | II        | 1. Gruppe B | 3. Gruppe B              |
| 2009-II   | Copa Premier         | II        | 5. Gruppe A | -                        |
| 2010      | Torneo Postobón      | II        | 4.          | 3. Gruppe B              |
| 2011-I    | Torneo Postobón      | II        | 5.          | Meister Apertura         |
| 2011-II   | Torneo Postobón      | II        | 15.         | - Vizemeister (Gesamt) 1 |
| 2012-I    | Liga Postobón        | I         | 9.          | -                        |
| 2012-II   | Liga Postobón        | I         | 16.         | -                        |
| 2013-I    | Liga Postobón        | I         | 18.         | -                        |
| 2013-II   | Liga Postobón        | I         | 11.         | -                        |
| 2014-I    | Liga Postobón        | I         | 15.         | -                        |
| 2014-II   | Liga Postobón        | I         | 10.         | -                        |
| 2015-I    | Liga Águila          | I         | 11.         | -                        |
| 2015-II   | Liga Águila          | I         | 9.          | -                        |
| 2016-I    | Liga Águila          | I         | 9.          | -                        |
| 2016-II   | Liga Águila          | I         | 8.          | Viertelfinale            |
| 2017-I    | Liga Águila          | I         | 11.         | -                        |
| 2017-II   | Liga Águila          | I         | 16.         | -                        |
| 2018-I    | Liga Águila          | I         | 7.          | Viertelfinale            |
| 2018-II   | Liga Águila          | I         | 15.         | -                        |
| 2019-I    | Liga Águila          | I         | 12.         | -                        |
| 2019-II   | Liga Águila          | I         | 15.         | -                        |
| 2020      | Liga BetPlay Dimayor | I         | 18.         | -                        |
| 2021-I    | Liga BetPlay Dimayor | I         | 17.         | -                        |
| 2021-II   | Liga BetPlay Dimayor | I         | 18.         | -                        |

## Trainerhistorie
- Arturo Reyes (2012–2013)[2]
- Harold Rivera (2014–2016)[3]
- Diego Andrés Corredor (seit 2017)[4]